# Événement de Kellwasser
L’événement de Kellwasser est l'une des trois étapes de l'extinction du Dévonien.

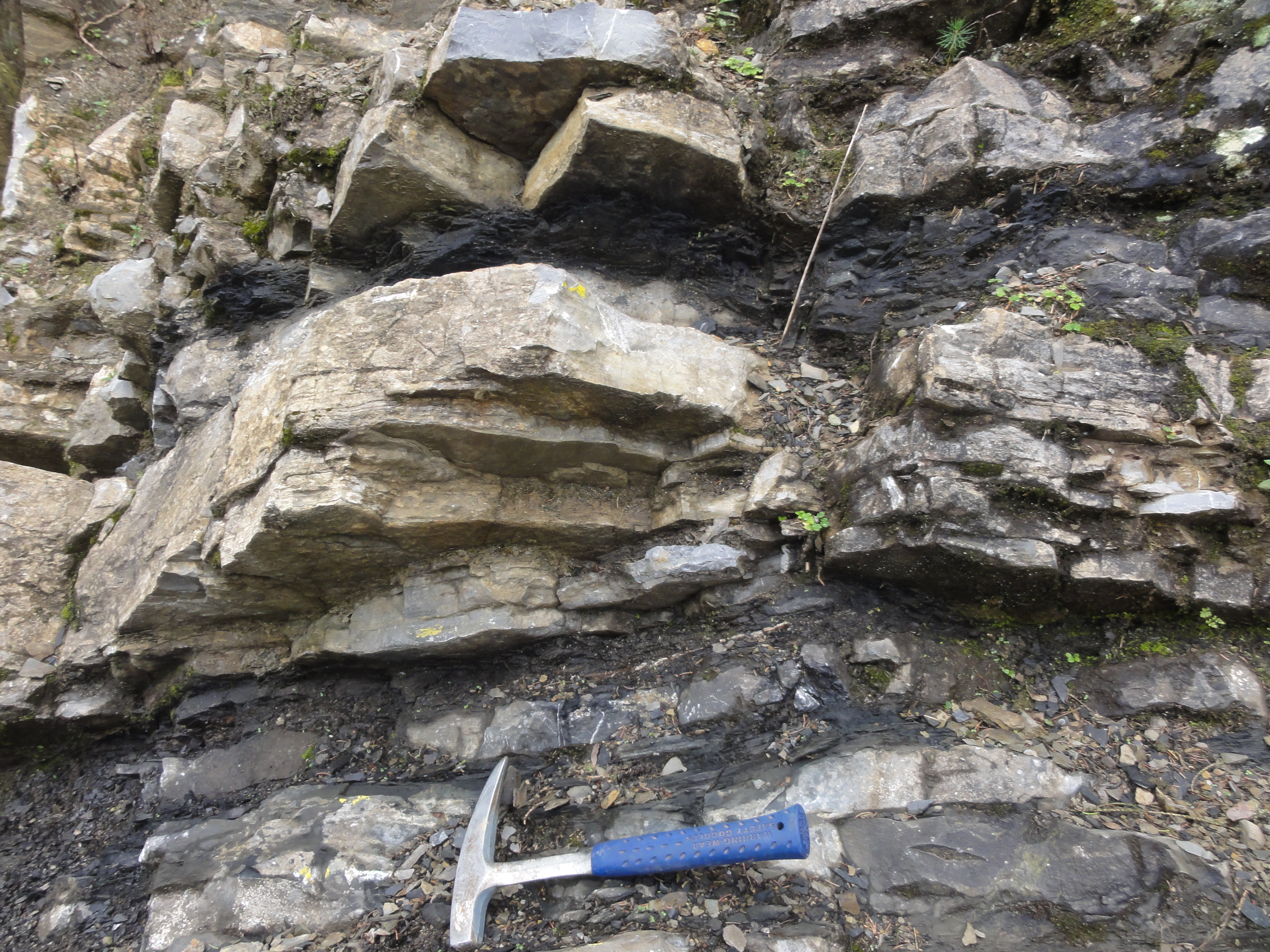
Gros plan sur les couches d'ardoise noire de l'événement de Kellwasser.

Section mince avec des ostracodes.

Il est précédé de l'extinction de la fin de l'étage Givétien, il y a environ 383 millions d'années et est suivi par l'extinction de la fin de l'étage Famennien, il y a environ 359 millions d'années, appelée aussi "événement de Hangenberg".
Il s'agit l'extinction de la fin de l'étage Frasnien, abrégée souvent  en « F/F » pour indiquer qu’elle se situe au passage des étages Frasnien/Famennien, il y a environ 372 millions d'années.
C'est le pic principal d'extinction du Dévonien. Il doit son nom à l'affleurement-type du toit du Frasnien qui affleure dans la vallée de la Kellwasser (« Kellwasser-tal » en allemand) à Oberharz dans le parc national du Harz en Allemagne.
Il s'agit d'un épisode important d'anoxie (manque d'oxygène dissous dans les océans) bien attesté en divers points du globe.
En stratigraphie, le faciès Kellwasser est caractérisé par des shales et calcaires de couleur noire.

## Impact sur les groupes animaux marins
Chordés
Durant cet événement biologique, toutes les espèces de conodontes appartenant aux genres Ancyrodella et Ozarkodina, ainsi que la plupart de celles des genres Palmatolepis, Polygnathus et Ancyrognathus, disparurent.
Arthropodes
Des cinq ordres de trilobites présents au début du Dévonien supérieur, seuls les Phacopida et les Proetida survivent à l'événement Kellwasser.